# Міхал Ян Зянкович
Міхал Ян Зянкович (1670, біля Дорогичина на Підляшші — 23 січня 1762) — релігійний і державний діяч Великого князівства Литовського. Єпископ-суфраган Жемайтський (з 1718), писар великий литовський (1724 — 1729), єпископ Вільнюський (з 1730). 

## Життєпис
Представницька шляхетна родина Зянковичів, герб «Сестренець». 
Тривалий час був парохом у Борисові та Ліді.  
З 1699. — канонік Вільнюса, архідиякон Жемайтський.  
27 квітня 1718 — єпископ-суфаган Жемайтський. 
1724 — писар великий литовський.  
З 2 жовтня 1730 р. — єпископ Вільнюський. 
Підтримував короля і великого князя Станіслава Лещинського.  
Через перемогу Августа II Сильного був змушений виїхати до Пруссії (1734), звідки повернувся у 1736. 
Відновив Вільнюську кафедру, фінансував церкву Св. Йосифа та Никодима, шпиталь Св. Лазара.  
8 вересня 1750 був коронатором ікони Пресвятої Богородиці у бернардинському костелі Св. Міхала (Вільнюс).